# 크리스천 록
크리스천 록(Christian rock)은 록 음악의 형태 중 하나이자 CCM (현대 기독교 음악)의 한 형태이다.
기독교 신앙의 문제에 초점을 맞춘 가사를 특징으로 하는 록 음악의 한 형태로, 종종 자칭 기독교인이 연주하는 예수를 강조한다. 가사가 명시적으로 기독교적인가에 대한 정도는 밴드마다 다르다. 크리스천 록을 연주하는 많은 밴드는 현대 기독교 음악 레이블, 미디어 아울렛 및 축제와 관련이 있는 반면 다른 밴드는 독립적이다.